# Enrique Sánchez-Guijo
Enrique Sánchez-Guijo Acevedo es un deportista español que compitió en atletismo adaptado. Ganó cinco medallas en los Juegos Paralímpicos de Verano entre los años 1992 y 2000.

## Palmarés internacional
| Juegos Paralímpicos | Juegos Paralímpicos      | Juegos Paralímpicos | Juegos Paralímpicos |
| Año                 | Lugar                    | Medalla             | Prueba              |
| ------------------- | ------------------------ | ------------------- | ------------------- |
| 1992                | Barcelona (España)       | Medalla de oro      | 4 × 400 m B1-B3     |
| 1996                | Atlanta (Estados Unidos) | Medalla de oro      | 4 × 100 m T10-12    |
| 1996                | Atlanta (Estados Unidos) | Medalla de oro      | 4 × 400 m T10-12    |
| 2000                | Sídney (Australia)       | Medalla de oro      | 200 m T11           |
| 2000                | Sídney (Australia)       | Medalla de bronce   | 4 × 100 m T13       |

## Reconocimientos y distinciones
- Medalla de Oro de la Real Orden del Mérito Deportivo, otorgada por el Consejo Superior de Deportes (2006)